# Nymphengarten

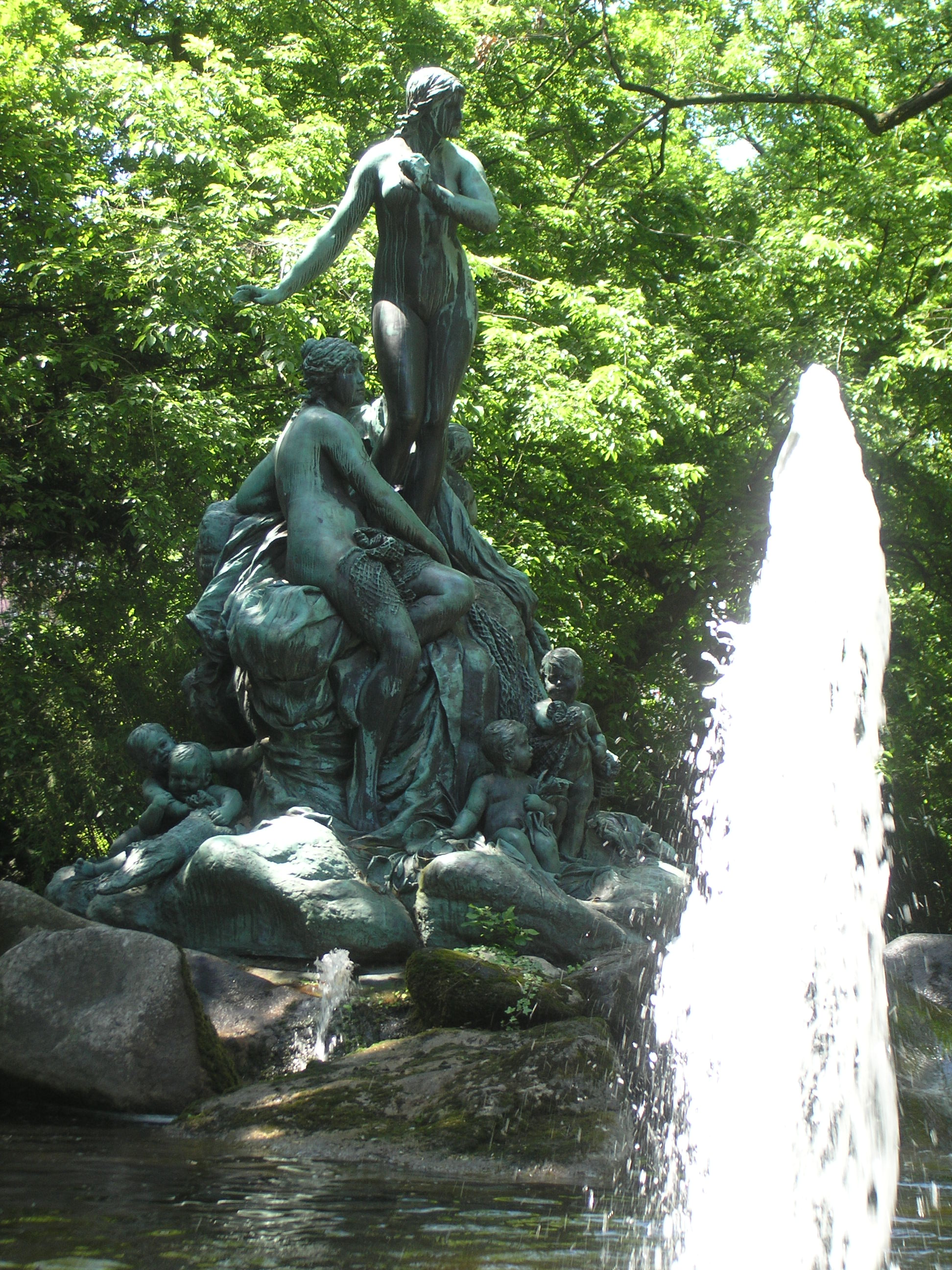
La fontaine des Nymphes.

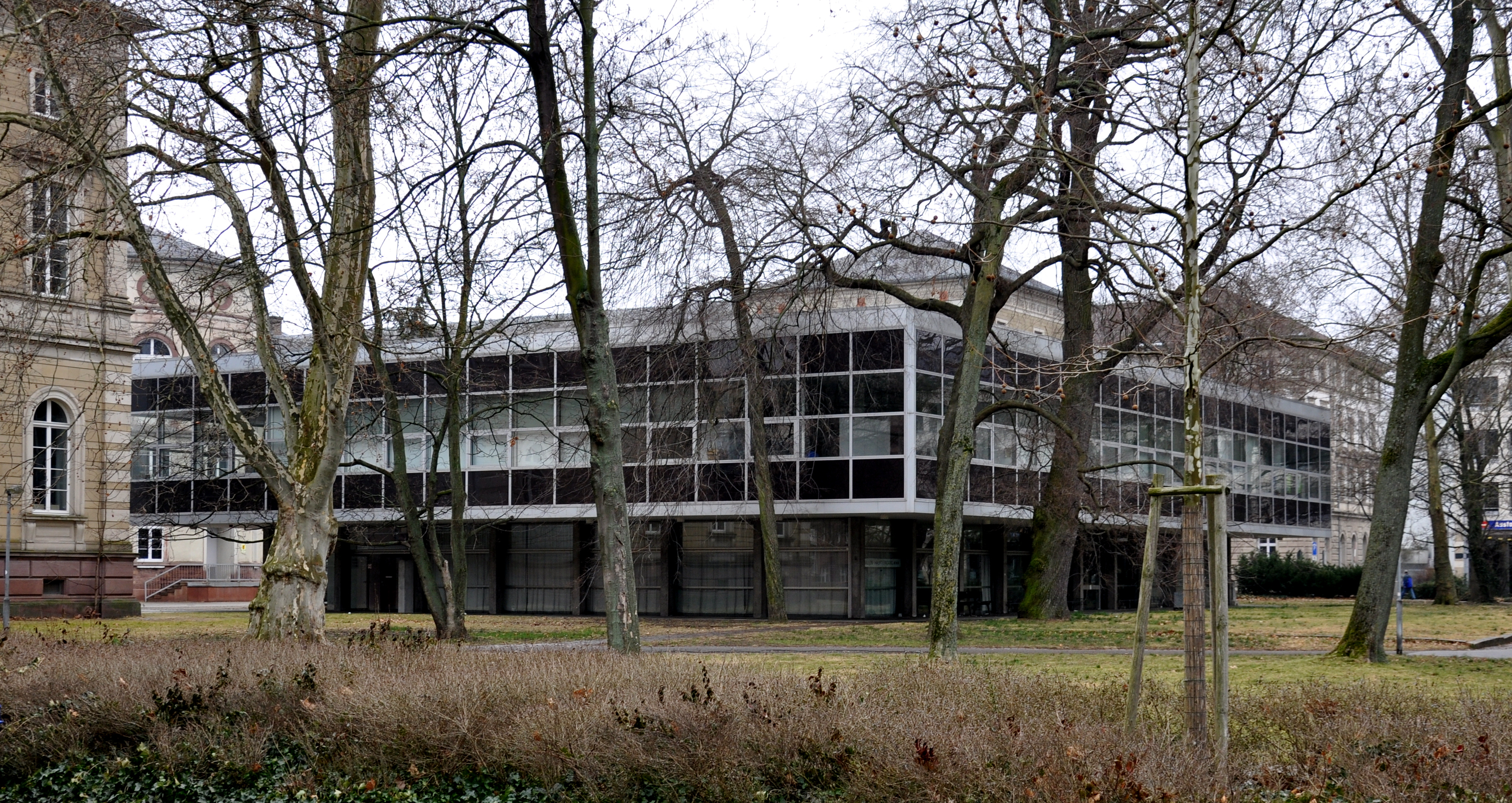
Pavillon du muséum d'histoire naturelle.

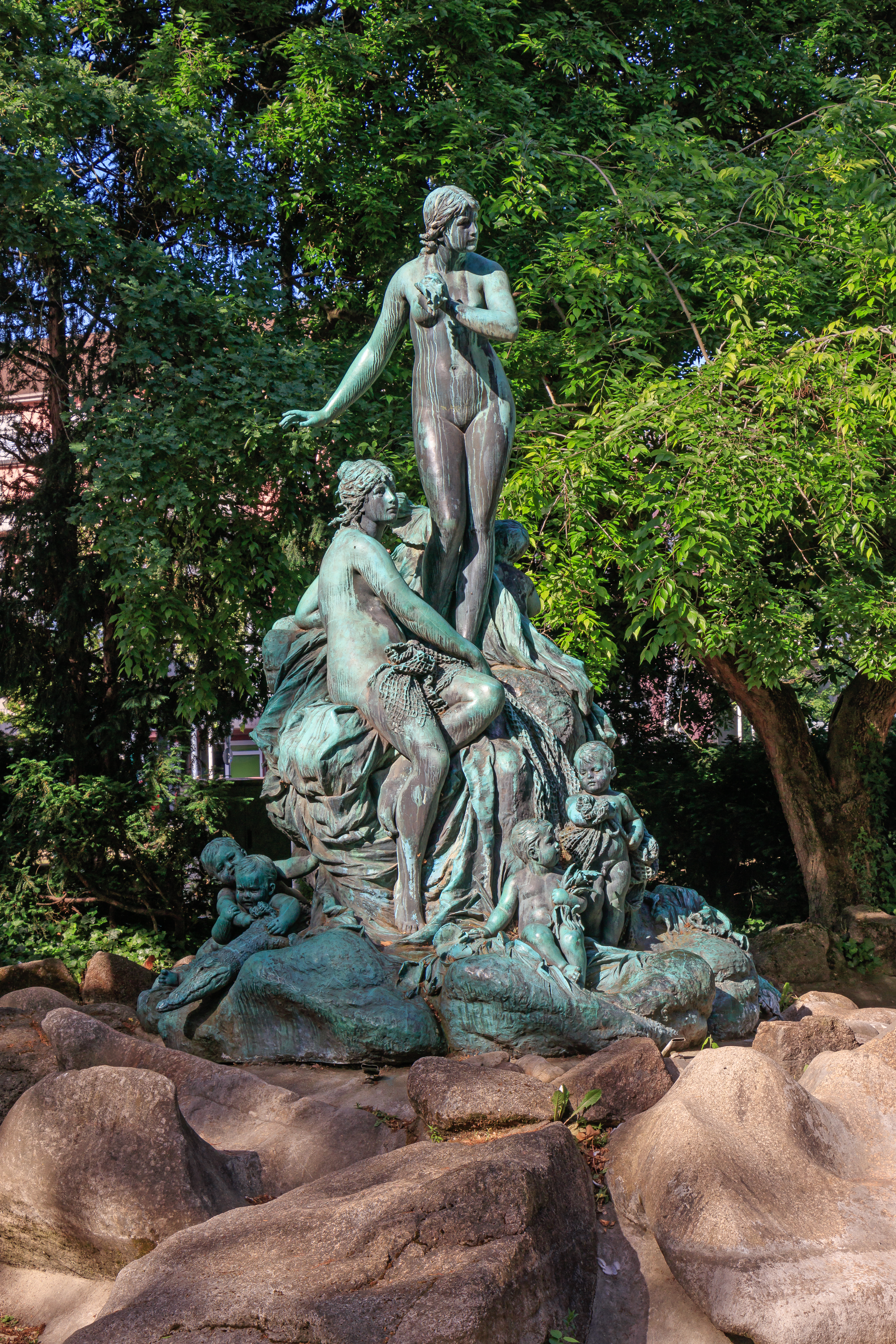
Encore la fontaine des nymphes. Mai 2022.

Le Nymphengarten  (jardin des Nymphes) est un jardin public de Karlsruhe en Allemagne, dans le centre-ville.

## Description et histoire
Le Nymphengarten commence à l'arrière du nouveau pavillon du muséum d'histoire naturelle. La cour fédérale de justice (ancien palais du grand-duc héritier) se trouve du côté Ouest. Le jardin est bordé à l'est par la Lammstraße.
C'est en 1730, quinze ans après la fondation de la ville, qu'un premier parc est aménagé à l'anglaise d'après le désir du margrave Charles-Guillaume de Bade-Durlach. Le prince héritier Louis commande quelques années plus tard à l'inspecteur des jardins Friedrich Schweickardt, qui avait aménagé le Fasanengarten (du Fasanenschlösschen), d'arranger le parc en jardin de loisir. En 1788, l'aménagement commence entouré d'un ha-ha. On donne au parc le nom de  Erbprinzengarten (jardin Prince-Héritier). Ce parc ne ressemble pas à l'endroit actuel.
Après la construction du nouvel édifice du musée d'histoire naturelle par Karl Joseph Berckmüller en 1873, à l'emplacement du Erbprinzengarten, le parc devient au nord la Friedrichsplatz et au sud le Nymphengarten.
Une fontaine est installée au sud selon l'idée du directeur des jardins Friedrich Ries. Le Nymphengarten doit son nom à cette fontaine réalisée en 1891 par Heinrich Weltring. En effet la fontaine est surmontée de deux statues de nymphes en bronze.
Jusqu'en 1871 il y avait aussi une tour gothique et la chapelle funéraire de Charles-Louis de Bade avec son sarcophage, et jusqu'en 1944 l'Amalienschlösschen nommé d'après la margravine Amélie et situé dans la partie Ouest. 
Dans les années 1880-1897, le Nymphengarten abrita temporairement l'observatoire avant qu'il ne soit démantelé et transféré au Königsstuhl près de Heidelberg.